# Gaetano Luporini
Giovanni Gaetano Luporini (Lucca, 12 dicembre 1865 – Lucca, 12 maggio 1948) è stato un compositore e docente italiano.

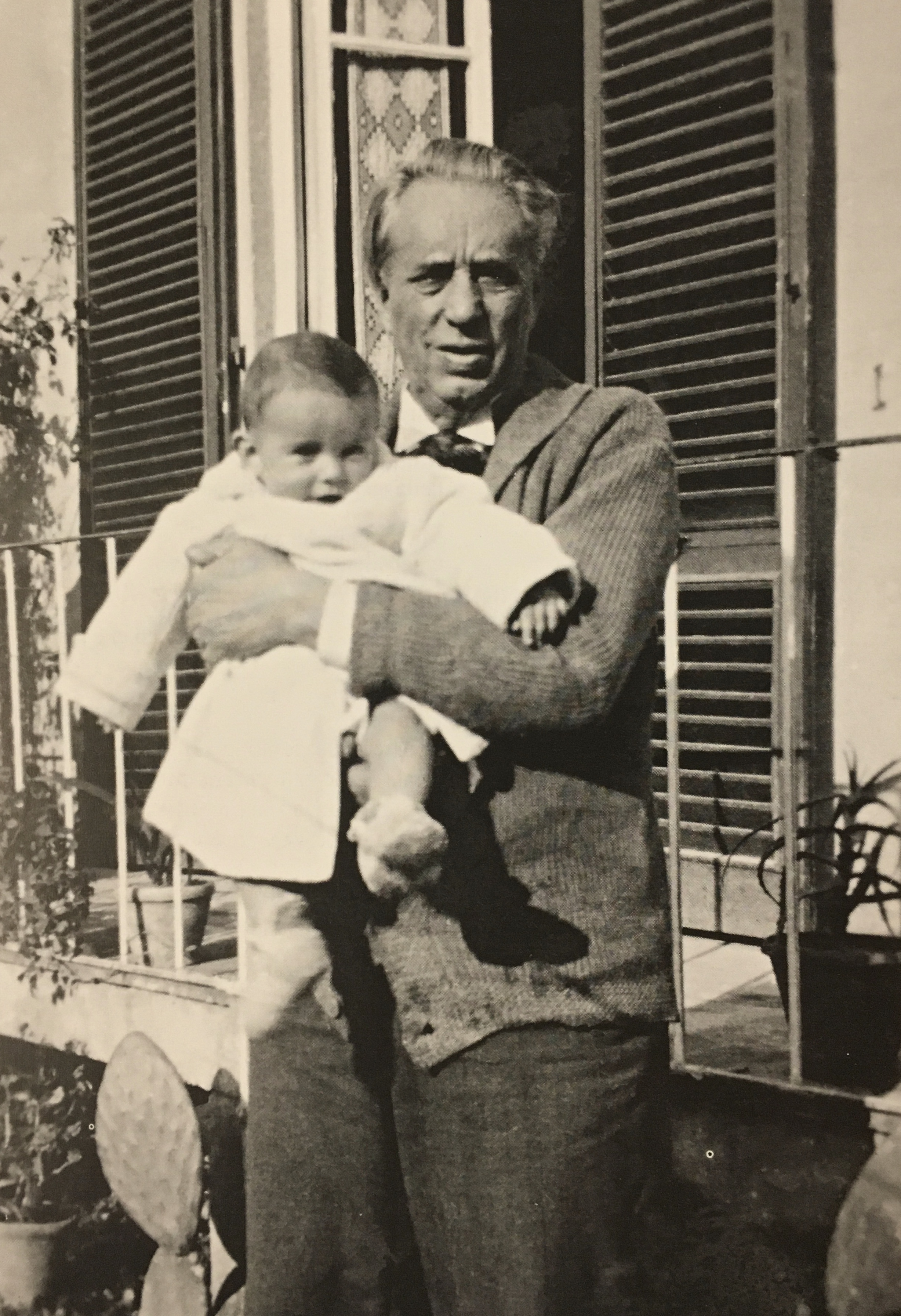
Gaetano Luporini con in braccio il neonato nipote Gaetano Giani Luporini (1936)

Grande operista applaudito in tutta Italia è stato socio dell'Accademia Lucchese di Scienze, Lettere e Arti e dell'Accademia Luigi Cherubini.

## Biografia
Nativo di Lucca, studiò presso l'Istituto musicale della sua città con Carlo Angeloni sotto la cui guida si diplomò nel 1887 presentando una Messa a quattro voci e grande orchestra eseguita durante le feste in onore a San Paolino. Successivamente studia al Conservatorio di Milano con il concittadino Alfredo Catalani, suo maestro, e si diploma nel 1891.
Dal 1902 al 1937 assume la direzione dell'Istituto musicale Pacini denominato poi Istituto Luigi Boccherini dove ha avuto come allievo, tra gli altri, Pietro Pecchiai. È stato uno dei maggiori compositori italiani di musica sacra della prima metà del XX secolo. Ha anche lavorato come maestro di cappella del Duomo di Lucca e come direttore della locale Banda municipale.
Oltre al repertorio operistico Luporini ha anche composto musica orchestrale e vocale.
È nonno del compositore Gaetano Giani Luporini.

## Opere significative
- Marcella (Milano, 1891)

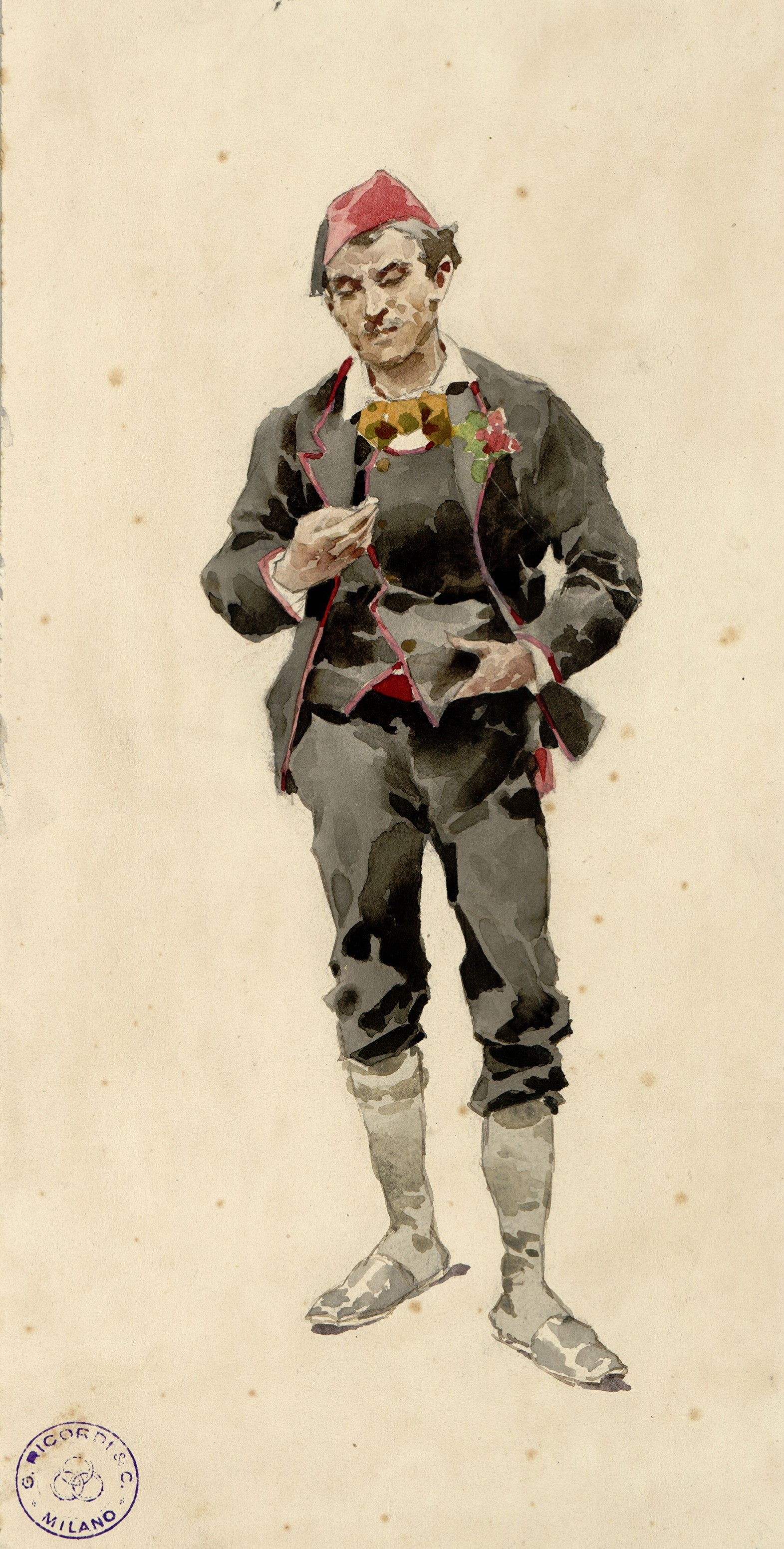
Tita, figurino per Dispetti amorosi atto 3 (1894). Archivio Storico Ricordi

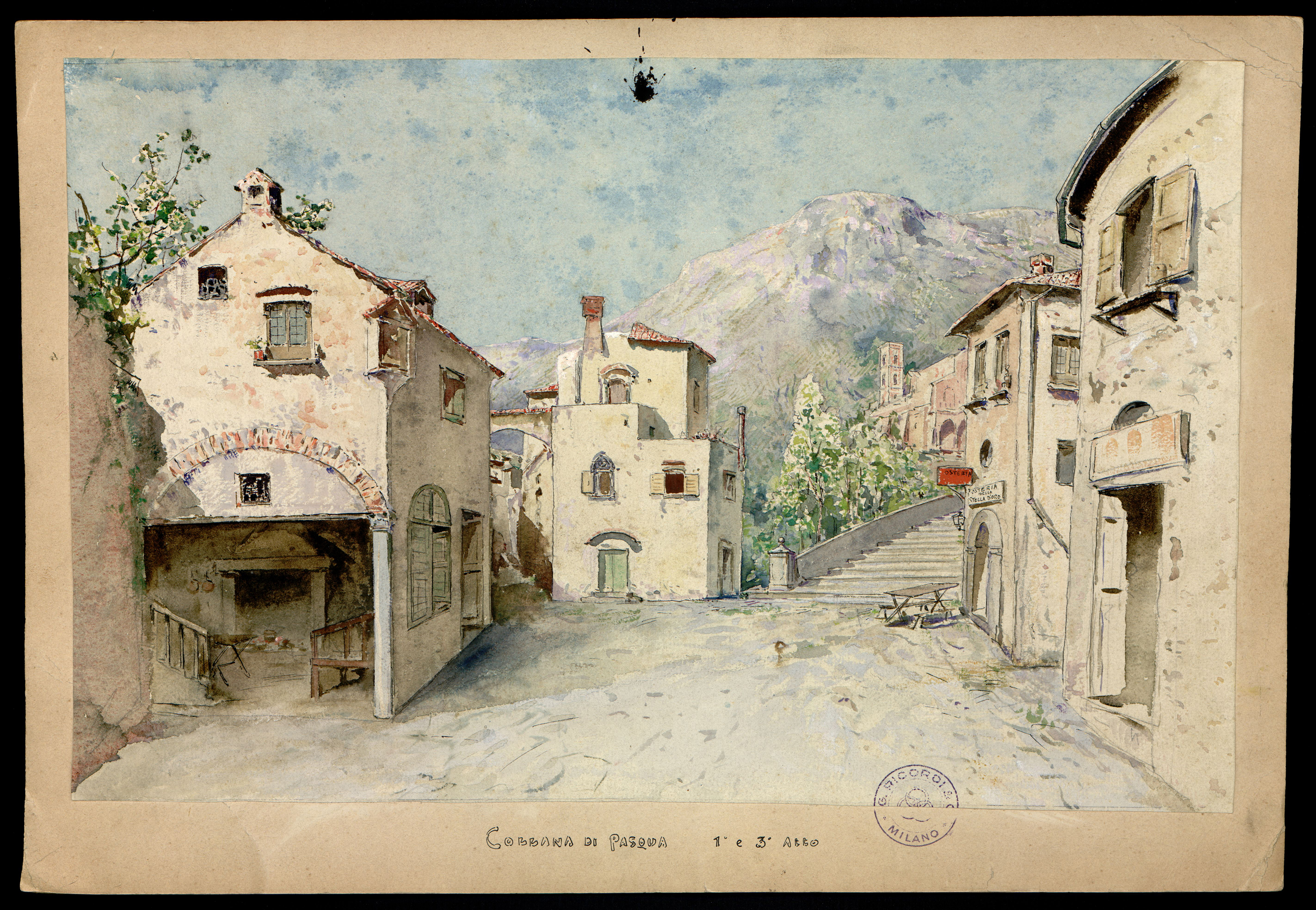
La fiera sul sagrato, la cucina in casa di Anacleto Fandigli, bozzetto per La collana di Pasqua atto 1, 3 (1896).
Archivio Storico Ricordi

- I dispetti amorosi (Torino, 1894), libretto di Luigi Illica
- La collana di Pasqua, libretto di Illica,(Teatro Mercadante di Napoli, 1896 con Emma Carelli)
- Marie Lacroix (1902), libretto di Nicola Daspuro 4 atti, in seguito presentata come Nora (Lucca, 1908) 3 atti
- L'Aquila e le colombe, operetta